# Chaetormenis madagascariensis
Chaetormenis madagascariensis är en insektsart som först beskrevs av Victor Antoine Signoret 1860.  Chaetormenis madagascariensis ingår i släktet Chaetormenis och familjen Flatidae. Inga underarter finns listade i Catalogue of Life.